# Joolz Denby

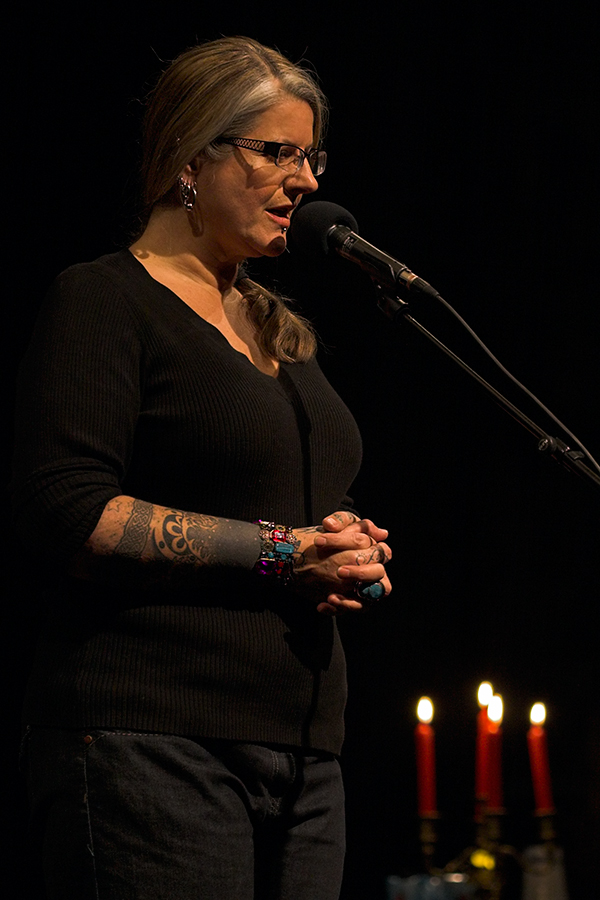
Joolz Denby

Joolz Denby (* 9. April 1955 als Julianne Mumford in Colchester, Essex) ist eine englische Dichterin und Künstlerin.

## Leben
In der Anfangszeit ihrer Karriere macht sie sich in der Punk-Szene in England einen Namen. Sogenannte spoken words poetry verband sie im Laufe der Jahre immer wieder mit musikalischen Elementen, so z. B. in der Folk-Formation Red Sky Coven.
Neben Gedichten, Kurzgeschichten und Novellen machte sich Denby auch als Künstlerin einen Namen. So ist sie u. a. für das Artwork sämtlicher Cover der Band New Model Army verantwortlich.
Denby lebt mit Justin Sullivan in Bradford, Yorkshire.

## Veröffentlichungen

### Sammlungen (Gedichte und Kurzgeschichten)
- Mad, Bad, & Dangerous To Know, (Virgin Books, 1986)
- Emotional Terrorism, (Bloodaxe Books, 1990)
- The Pride of Lions, (Bloodaxe Books, 1994)
- Errors of the Spirit, (Flambard Press 2000)
- Pray For Us Sinners, (Comma Press, 2005)

### Romane
- Im Herzen die Dunkelheit, (Rowohlt, 2001), Original: Stone Baby, (HarperCollins, 2000)
- Das Tor des Schmerzes, (Rowohlt, 2001), Original: Corazon, (HarperCollins, 2001)
- Billie Morgan, (Serpent’s Tail, 2004)
- Borrowed Light, (Serpent’s Tail, 2006)

### Diskografie (Auszug)
- Love Is Sweet Romance (EMI, EP, 1985; mit Musik von New Model Army)
- Bad, Mad & Dangerous to Know (EMI, EP, 1986; mit Musik von New Model Army)
- Hex (EMI, 1987;  Musik von New Model Army)
- Weird Sister (Intercord Records, 1991; Musik von Justin Sullivan)
- Joolz 1983–1985 (Abstract Records, 1993; Compilation ihrer ersten Aufnahmen auf Abstract Records, mit Musik von Jah Wobble)
- True North (Wooltown Records, Audiocassette, 1995, Musik von Justin Sullivan)
- Red Sky Coven, Volumes 1 & 2 (Wooltown Records, 1998, Liveaufnahmen)
- Red Sky Coven, Volume 3 (Wooltown Records, 2001, Liveaufnahmen)
- Spirit Stories (2008; mit Musik von Justin Sullivan)
- Red Sky Coven, Volume 5 (2009, Liveaufnahmen)

### Audio-Bücher
- Stone Baby (2000)
- Billie Morgan (2005)

## Auszeichnungen
- Debut Dagger (1998, für Stone Baby)

| Personendaten    | Personendaten                      |
| ---------------- | ---------------------------------- |
| NAME             | Denby, Joolz                       |
| ALTERNATIVNAMEN  | Denby, Julia                       |
| KURZBESCHREIBUNG | englische Dichterin und Künstlerin |
| GEBURTSDATUM     | 9. April 1955                      |